# 皇學館短期大学
皇學館短期大学（こうがっかんたんきだいがく、英語: Kogakkan Junior College）は、三重県伊勢市神田久志本町1604に本部を置いていた日本の私立大学である。1966年に設置され、1976年に廃止された。

## 概観

### 大学全体
- 三重県伊勢市に所在した日本の私立短期大学で、設置主体は学校法人皇學館[2]。
- 学科数1、入学定員50名体制[3]で1966年に開学[注 1]。1967年度より入学定員100名体制となり、以後は学科数、入学定員変更なし。
- 1974年度の入学生を最後に[注釈 1]、1976年に短期大学としての使命を終える[6]。

### 教育および研究
- 皇學館短期大学は神道系の大学だった関係上、「神道」と称した科目が必須とされていた。ほか、神職科目として「神社神道概説」や「祝詞作文」などの科目も開講されていた[7]。

### 学風および特色
- 併設の皇學館大学と同様、神道の教えに基づいた教育が行なわれていた[7]。

## 沿革

### 略歴
- 皇學館短期大学は、1966年に既存の皇學館大学に併設された日本の私立短期大学である。当初は皇學館女子短期大学となっていたが、1970年に共学化され[8]、皇學館短期大学に改称。1974年度まで学生募集を行なっていた[注釈 1]。

### 年表
- 1966年
  - 1月25日 左記を以て文部省[注 2]より短期大学の設置が認可される[注 3]。
  - 4月1日 皇學館女子短期大学（こうがっかんじょしたんきだいがく）として以下の学科体制にて開学。
    - 国文科 入学定員50名[10]

  - 5月1日 学生数[11]/定員
    - 国文科 女35/50

  - 6月 保育科の設置計画が持ち上がる[7]。
  - 8月19日 保育科の設置計画が棄却される[7]。
- 1967年
  - 4月1日 国文科の入学定員を50→100に増員[注 4]。
  - 5月1日 学生数[14]/定員
    - 国文科 女111[注 5]/150
- 1970年
  - 4月1日 神職課程設置にともなって皇學館短期大学と改められ[16]、男子の募集を開始する[8]。
  - 5月1日 学生数[17]/定員
    - 国文科 130[注 6]
- 1974年
  - 4月1日 最後の学生募集となる[注釈 1]。
- 1975年
  - 5月1日 学生数[18]/定員
    - 国文科 76[注 7]
- 1976年
  - 3月31日 左記を以て廃止[6]。

## 基礎データ

### 所在地
- 三重県伊勢市神田久志本町1604

## 教育および研究

### 組織

#### 学科
- 国文科 入学定員100名[注 8]

設置計画のあった学科
- 保育科[7]

#### 取得資格について
- 中学校教諭二級免許状（国語）や神職および司書課程が設けられていた[20]。

## 学生生活

### かつて行なわれていたイベント
- 東北・北海道研修旅行が概ね7月に行われていた[7]。

### 部活動・クラブ活動・サークル活動
- 大学との合同で行なわれていたものとみられる。

### 学園祭
- 学園祭は「倉陵祭」という名称で概ね11月初頭に行われていた[7]。

## 施設

### キャンパス
- 現在の、皇學館大学伊勢キャンパスにあたる。

### 系列校
- 皇學館大学

## 就職について
- 一般企業や教職員、神職などに就職していたようである[7]。

## 編入学・進学実績
- 併設の皇學館大学への編入学制度があったものとみられる。